# Hospital General Lamadrid
El Hospital Regional General Gregorio Aráoz de Lamadrid es un hospital público de nivel VI de complejidad ubicado en la ciudad de Monteros, Tucumán, Argentina. Pertenece al Sistema Provincial de Salud (Siprosa) y se ubica en la calle Sarmiento de la localidad ya mencionada.

## Historia
El hospital fue creado el 1 de diciembre de 1897 durante la intendencia de Ignacio Sorroza, tras el traslado del anterior Hospital San Cayetano de la ciudad. Originalmente pertenecía al municipio de Monteros y contaba con una sala de internación para varones y otra para mujeres, una guardia de primeros auxilios y un quirófano. En los años siguientes se construyó una maternidad y sala para lactantes; también incorporándose una ambulancia en 1930.
El nosocomio se convirtió en centro sanitario de referencia en el sur tucumano a lo largo del tiempo, por ello se veía abarrotada en infraestructura y presupuesto. El hospital necesitaba MSN 58 000 anuales para funcionar, lo que equivalía al 75% del presupuesto municipal de Monteros. Así el 12 de julio de 1948 el gobierno de la provincia de Tucumán se hace cargo del establecimiento y lo provincializa.
En 2013 el hospital Lamadrid fue recategorizado como Hospital Regional, para prestar servicios de alta complejidad en los departamentos Monteros, Famaillá, Simoca y Tafí del Valle. Además se incorporaron servicios de odontología, farmacia y pediatría en 2023.

## Especialidades
El Hospital Regional de Monteros cuenta con diversas especialidades en su haber:
| - Cardiología - Ginecología - Fonoaudiología - Hemoterapia - Kinesiología | - Endocrinología - Obstetricia - Odontología - Oftalmología - Asistencia Social | - Traumatología - Urología - Úlceras y Heridas crónicas - Otorrinolaringología - Planificación Familiar |

Asimismo el establecimiento hospitalario cuenta con farmacia, servicios de salud mental, de estimulación temprana, de pediatría y de neonatología.